# Distrito de Tumkur
Tumkur (en canarés; ತುಮಕೂರು ಜಿಲ್ಲೆ ) es un distrito de India, en el estado de Karnataka .
Comprende una superficie de 10 597 km².
El centro administrativo es la ciudad de Tumkur.

## Demografía
Según censo 2011 contaba con una población total de 2 681 449 habitantes.

## Ciudades
- Chiknayakanhalli